# Kamienka (rejon orszański)
Kamienka (biał. Каменка; ros. Каменка, Kamienka; pol. hist. Kamionka) – wieś na Białorusi, w obwodzie witebskim, w rejonie orszańskim, w sielsowiecie Mieżawa, w pobliżu linii kolejowej Witebsk – Orsza.

## Historia
W XIX i w początkach XX w. wieś i majątek ziemski w 1902 należący do barona Ungern-Steruberga. Położona była wówczas w Rosji, w guberni mohylewskiej, w powiecie orszańskim, w gminie Wysokie. Następnie w granicach Związku Sowieckiego. Od 1991 w niepodległej Białorusi.